# Manujan
Manujan o a vegades Manugan (en farsi منوجان, transliterat com Manūjān) també Qal'eh-ye Manūjān ("Fort Manujan") és una ciutat de l'Iran, capital del comtat de Manujan, a la província de Kirman. Al cens del 2006 tenia 12.110 habitants repartits en 2.501 famílies.
La ciutat es d'origen sassànida i té una fortalesa d'aquesta època. Sota els mongols, al segle xiii, el comerç es va desplaçar de l'illa de Kays a Ormuz i els senyors del regne d'Ormuz (Hurmuz) van residir a vegades a Manujan (a uns 60 km al nord-est de la ciutat d'Hurmuz) al segle xiv quan pagaven tribut als muzaffàrides de Kirman, que algunes vegades requeria una mica de coerció per ser cobrat com va passar el 1387, en que aprofitant la invasió de Tamerlà, el tribut no fou pagat, i el governant de Kirman, Imad al-Din Sultan Ahmad va haver d'enviar a Manujan al seu germà Sultan Baiazid, amb una força militar segurament no gaire important; Baiazxid va aconseguir la submissió de Manujan i el pagament del tribut.